# SAP Business Suite
SAP Business Suite es un conjunto de programas que permiten a las empresas ejecutar y optimizar distintos aspectos como los sistemas de ventas, gestión de la tesoreria, operaciones bancarias, compras, fabricación, inventarios y relaciones con los clientes. Ofrece la posibilidad de realizar procesos específicos de la empresa o crear módulos independientes para funcionar con otro software de SAP o de otros proveedores. SAP está basado en una plataforma de tecnología integrada llamada NetWeaver. La suite puede soportar sistemas operativos, bases de datos, aplicaciones y componentes de hardware de casi cualquier proveedor.

## Historia
- En 1975, se lanza la primera versión, llamada SAP R/1. Esta versión constaba de una arquitectura a tres niveles(Arquitectura multinivel): capa de presentación, capa de negocios y capa de datos. Estas tres capas eran instaladas en un mismo ordenador/servidor.
- En 1979 sale la versión SAP R/2, en la que la capa de presentación iba instalada en un ordenador/servidor y las capas de negocios y datos en otro.
- En 1992 se actualiza a SAP R/3, que ya presentaba total independencia entre sus capas, instalándose cada una en un ordenador/servidor diferente.
- En 1996 se incorpora a SAP R/3 la posibilidad de trabajar en Internet. SAP empieza a elaborar soluciones específicas para cada sector comercial.
- En 1999 la empresa lanza mySAP.com,[2] que es una herramienta de software de comercio electrónico integrada que ofrece soluciones para el usuario en función de su rol dentro la empresa.
- En 2004 SAP crea la plataforma NetWeaver para sus aplicaciones.

A partir de 1982, se fueron lanzando distintas versiones de SAP R/3, desde la 1.0 hasta la 6.0.
La última versión de SAP Business Suite es la 7.0 lanzada en .

## Composición
SAP Business Suite está dividido en 6 módulos:
- SAP VIM (Vendor invoice management)
- SAP CRM (Customer relationship management)
- SAP ERP (Sistema de planificación de recursos empresariales)
- SAP PLM (Administración del ciclo de vida de productos)
- SAP SCM (Administración de la cadena de suministro)
- SAP SRM (Supplier relationship management)
- SAP CRM: Se encarga de interactuar con todos los temas relacionados con el cliente ya sea ventas, marketing o servicios. No sólo realiza operaciones a corto plazo, como reducir costes, sino que también adquiere capacidades que permite llevarlas a cabo a largo plazo. Sus características son las siguientes:
  - Soporta todos los procesos que se llevan a cabo con el cliente como suministro, facturación y la contabilidad de deudores.
  - Proporciona conocimientos de los clientes a toda la empresa.
  - Permite obtener unos resultados inmediatamente, a la vez que establece las pautas para conseguir unos objetivos a medio/largo plazo.

Las áreas que abarca CRM son: marketing, ventas, servicio, aplicaciones analíticas, soporte de aplicaciones a domicilio, E-commerce, operaciones y gestión de centros de atención al cliente y gestión de canales.
- SAP ERP: Da soporte a las funciones esenciales de los procesos y operaciones de la empresa. A su vez, se subdivide en:
  - SAP ERP Finanzas: permite cumplir con los estándares de generación de informes financieros, mejorar el flujo de caja y gestionar los riesgos financieros.
  - SAP ERP Gestión del capital humano: optimiza los procesos de selección y motivación de los empleados.
  - SAP ERP Operaciones: se mejoran las operaciones para reducir costes, aumentar ingresos, maximizar la rentabilidad y la atención al cliente.

Las áreas que abarca SAP ERP son: análisis empresarial, contabilidad financiera e interna, gestión del capital humano, gestión de operaciones, gestión de servicios corporativos y autoservicios.
- SAP PLM: Las funciones de este módulo más importantes son crear y suministrar productos y optimizar los procesos de desarrollo de los productos y sistemas para acelerar su introducción en el mercado. Este módulo comprende áreas como gestión del ciclo de vida de la información, gestión de programas y proyectos, colaboración en el proceso completo, gestión de calidad, gestión del ciclo completo de los activos, y medio ambiente, salud y seguridad.

- SAP SCM: Permite diseñar, construir y poner en marcha la cadena de suministro. Las funciones más importantes que ofrece son reducir los costes a la hora de distribuir el producto, aumentar los ingresos por la venta de estos y la reducción de costes, y mejorar el servicio a los clientes.

- SAP SRM: Ofrece funciones tales como el análisis de gastos, abastecimiento, contratos operativos, pedidos, facturas y gestión de proveedores. Permite reducir costes a la hora de comprar materiales, elegir aprovisionamientos y colaboración entre la empresa y pequeños comercios.